# 池畑祐治
池畑 祐治（いけはた ゆうじ、1959年 - ）は、日本の男性アニメーション美術監督。神奈川県横浜市出身。マッドハウスや森本晃司作品などの美術スタッフとして活躍。美術監督を担当した『バンパイアハンターD』では格調高い背景美術により作品の世界観を支え、監督の川尻善昭は「この背景を描けるのは池畑祐治さんしかいない」とその能力と貢献を称えている。

## 美術監督作品
- 1987年『ロボットカーニバル フランケンの歯車』 美術
- 1991年『とべ!くじらのピーク』 美術監督
- 1995年『MEMORIES 彼女の想いで』 美術
- 1995年『GOLDEN BOY さすらいのお勉強野郎』 美術監督(2話)
- 2000年『バンパイアハンターD』 美術監督、設定デザイン
- 2002年『小川のメダカ』 美術監督

## 背景・美術・その他参加作品
- 1978年『キャプテン・フューチャー』 背景
- 1980年『タイムパトロール隊オタスケマン』 美術担当
- 1981年『Dr.スランプ アラレちゃん』 背景
- 1982年『おちゃめ神物語コロコロポロン』 背景
- 1982年『吾輩は猫である』 背景
- 1983年『アルプス物語 わたしのアンネット』 背景
- 1983年『ユニコ 魔法の島へ』 背景
- 1983年『はだしのゲン』 背景
- 1984年『SF新世紀レンズマン』 背景
- 1984年『グリム童話 金の鳥』 背景
- 1985年『ボビーに首ったけ』 背景
- 1985年『カムイの剣』 背景
- 1986年『時空の旅人』 背景
- 1986年『オズの魔法使い』 背景
- 1986年『迷宮物語 走る男』 背景
- 1987年『ほえろブンブン』 背景
- 1987年『妖獣都市』 背景
- 1988年『AKIRA』 美術
- 1989年『MIDNIGHT EYE ゴクウ』 背景
- 1989年『魔女の宅急便』 背景
- 1990年『風の名はアムネジア』 背景
- 1991年『老人Z』 背景
- 1994年『幽幻怪社』 オープニング美術、背景
- 1996年『鉄腕バーディー』 背景
- 1996年『X -エックス-』 背景
- 2001年『メトロポリス』 デジタルワーク
- 2005年『おとぎ銃士 赤ずきん』 美術設定
- 2009年『Genius Party 上海大竜』 美術設定、美術ボード